# AkzoNobel

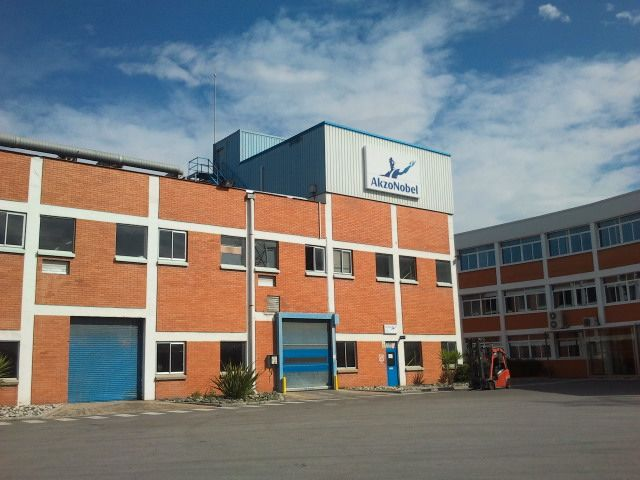
Instal·lacions de la companyia a Barcelona.

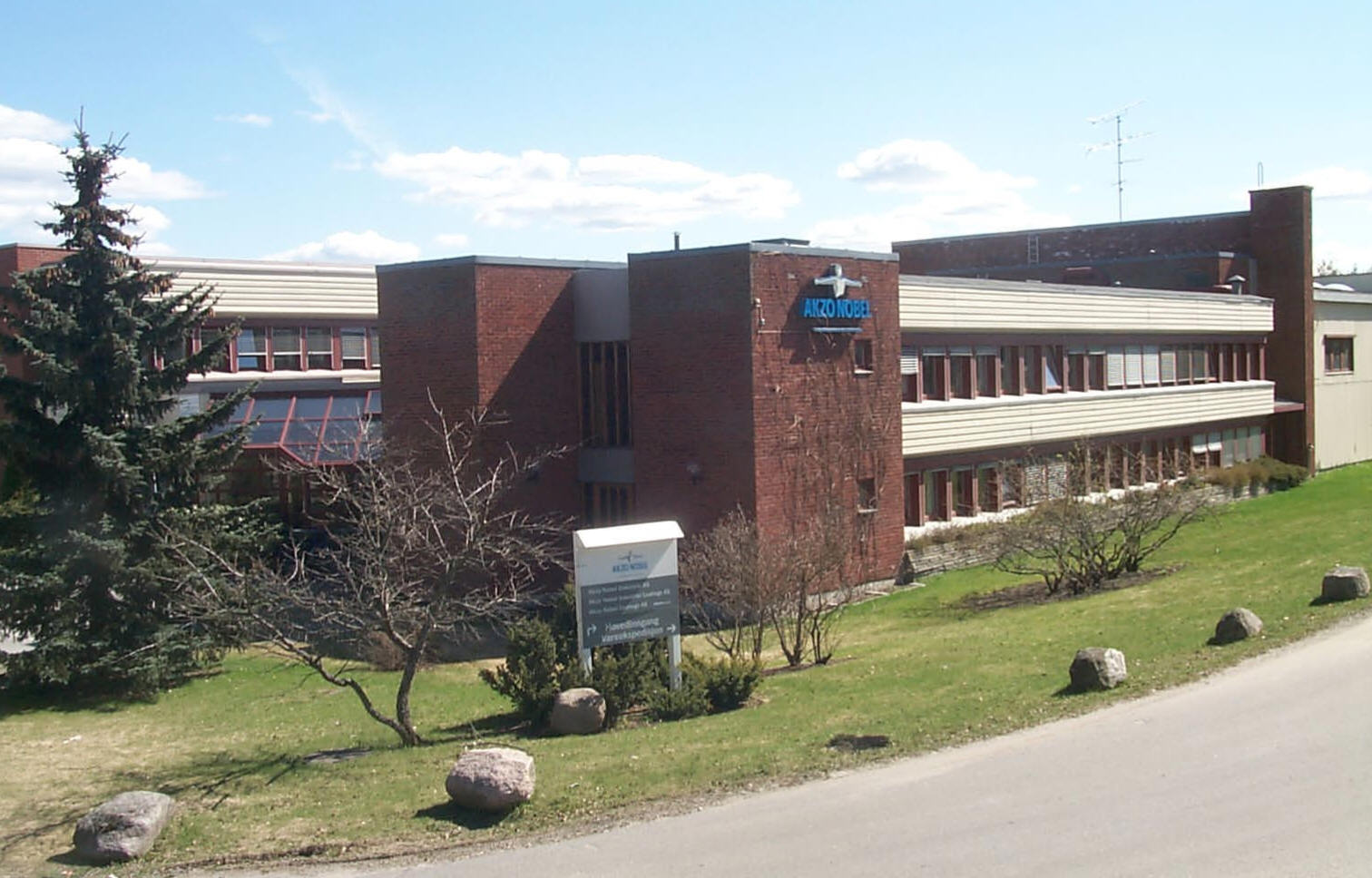
Instal·lacions de la companyia a Oslo, Noruega.

AkzoNobel N.V és una empresa multinacional neerlandesa especialitzada en pintures decoratives, pintures industrials i productes químics especialitzats. La seva seu central està situada en Amsterdam, Països Baixos. La companyia té activitat en més de vuitanta països i té aproximadament a 50.000 persones contractades.
AkzoNobel és la major companyia de pintures decoratives i industrials a nivell mundial. En 2010 la companyia va facturar 14.6 mil milions d'euros, la qual cosa la situa com una de les 500 companyies amb major facturació a nivell global. En 2008 la companyia va ser nomenada com la més rendible del món.
L'actual AzkoNobel és producte de múltiples fusions i adquisicions d'empreses. Algunes parts de la companyia són el relleu d'empreses del segle xvii. La primera d'elles, anomenada Bofors Forge, va ser fundada a Suècia en 1646.
L'empresa tal com la coneixem va començar en 1969 amb la fundació de AKZO. Posteriorment, en 1994 es va fusionar amb Nobel Industries donant pas a Akzo Nobel. L'última reestructuració rellevant va ser en 2008 en fusionar-se amb Imperial Chemical Industries (també coneguda com a ICI) i donar pas a la denominació actual AkzoNobel.
És una de les 100 empreses que cotitza en l'índex borsari europeu Euronext 100. A més, també és una de les 25 empreses que cotitzen en l'índex selectiu holandès, anomenat AEX.

## Història
El AkzoNobel actual és producte d'una llarga llista de fusions, adquisicions, compres i reestructuracions, la primera de les quals data del segle xvii.
A continuació es llisten alguns de les fites més rellevants per a la formació de la companyia AkzoNobel:
| Any  | Fites |
| ---- | --- |
| 1646 | Es funda l'empresa anomenada Bofors Forge, a Suècia. |
| 1777 | Es funda a Dinamarca Det Holmbladske Selskab, posteriorment anomenada Sadolin. |
| 1792 | El pintor i decorador Wiert Willem Sikkens comença l'elaboració de productes de la marca Sikkens a la ciutat holandesa de Groninga. |
| 1871 | Es funda a Suècia l'empresa KemaNobel. Més d'un segle després, en 1984, KemaNobel es fusiona amb Bofors per donar pas a Nobel Industries, que al seu torn seria adquirida per Akzo en 1994. |
| 1895 | Alfred Nobel (l'impulsor dels Premis Nobel que porten el seu nom) funda Elektrokemiska Aktiebolaget, més coneguda com Eka, en Bengtsfors, Suècia. La companyia tenia com a objectiu la fabricació de clorur i base química. Actualment Eka és la part de AkzoNobel dedicada a la fabricació de productes per a la producció i blanqueig de paper. |
| 1918 | Koninklijke Nederlandse Zoutindustrie (més coneguda com KZO) impulsa la indústria de la sal als Països Baixos davant l'alarmant escassetat durant la Primera Guerra Mundial. |
| 1968 | L'empresa britànica Courtaulds adquireix International Paints. |
| 1969 | Algemeene Kunstzijde Unie NV (més coneguda com AKU) es fusiona amb KZO, donant pas a la companyia AKZO. |
| 1994 | Apareixen els dos termes del nom de la companyia per primera vegada junts, en fusionar-se l'empresa AKZO amb Nobel Industries. |
| 1998 | AkzoNobel adquireix la companyia britànica Courtaulds, dedicada als productes d'alta tecnologia industrial i a les fibres sintètiques. |
| 2008 | AkzoNobel signa una de les seves principals adquisicions de la seva història, en incorporar al grup a la britànica Imperial Chemical Industries PLC (més coneguda com ICI), una de les companyies capdavanteres del sector en aquest moment. |

## Organització

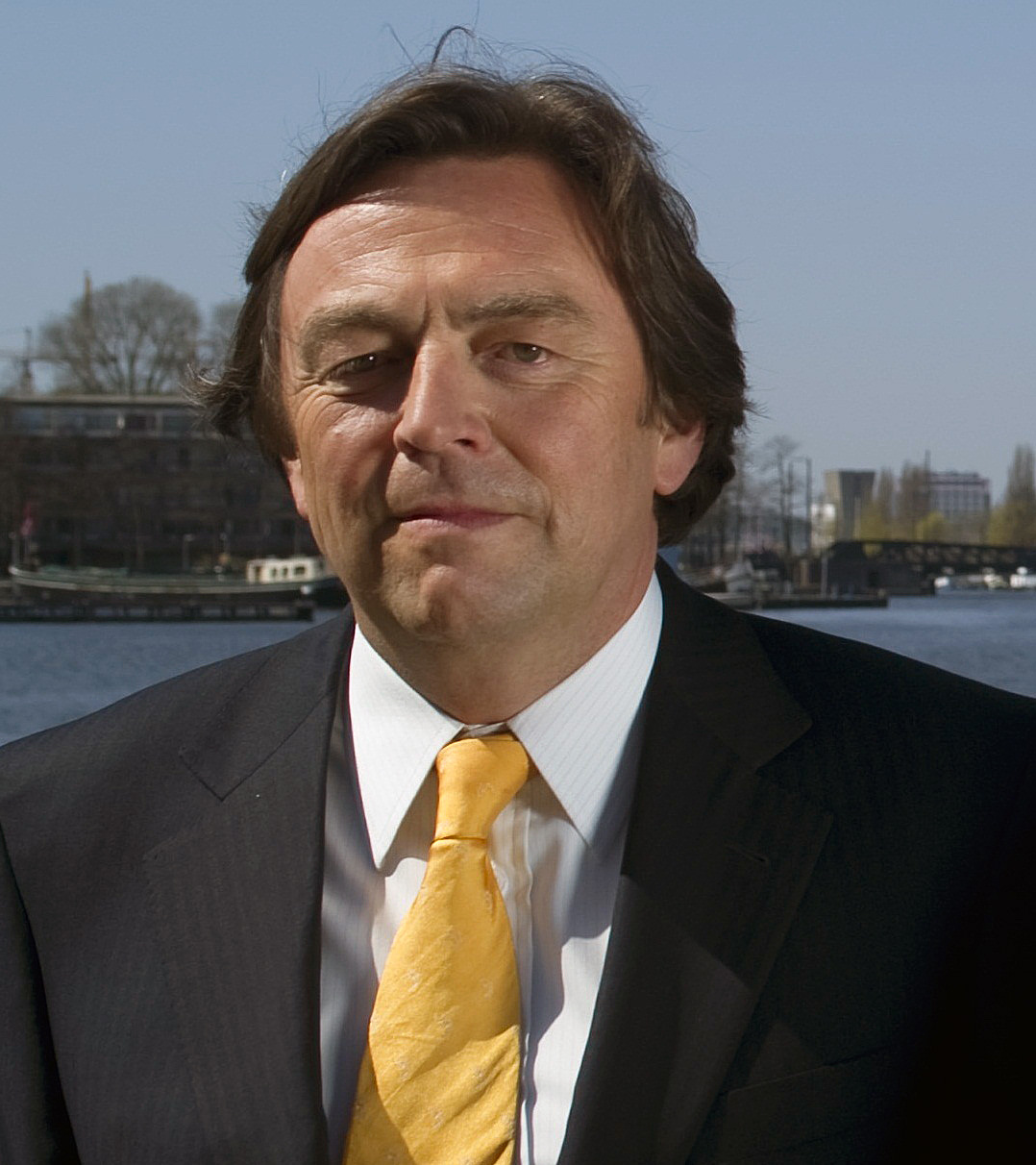
Hans Wijers, ex-president de la companyia, en 2010.

AkzoNobel està composta per 19 unitats de negoci, amb responsabilitat empresarial i autonomia pròpia. Aquestes unitats estan agrupades en tres grans grups de gestió, una per cada àrea de negoci: pintures decoratives, pintures industrials i productes químics especialitzats. Aquests tres grups estan coordinats per un consell de gestió amb seu en Ámsterdam. Fins a 2007, la seva seu va estar situada a la ciutat d'Arnhem, també als Països Baixos.
Fins a 2012, el director executiu de la companyia va ser Hans Wijers, ex-ministre holandès d'economia, entre 1994 i 1998. Li va substituir en el càrrec Ton Büchner.

### Pintures decoratives
AkzoNobel és la major companyia a nivell mundial en pintures decoratives. Exerceix aquesta posició mitjançant una organització molt descentralitzada geogràficament, penetrant al mercat de cada país amb una marca corporativa pròpia. Així doncs, es comercialitza amb diferents noms comercials, alguns d'ells són els següents: Dulux, Flexa, Levis, Alba, Coral, Sadolin, Marshall, Astral, Inca, Sadolin o Vivechrom. A Espanya, la seva marca referencial és Bruguer, amb seu a Barcelona.

### Pintures industrials
AkzoNobel també és la major companyia del món en el sector de pintures industrials i revestiments d'alt rendiment. Aquest grup de negoci empra a nivell global a 30.000 empleats en més de 60 països.
Els productes que comercialitza en aquesta línia són: pintura per a carrosseria automobilística, pintura marina i de protecció d'exteriors, pintura en pols, acabats industrials, adhesius per a fusta i recobriments per a embalatge.

### Productes químics especialitzats
El tercer grup de negoci de AkzoNobel és el dedicat als productes químics especialitzats per a tot tipus d'indústries. Els productes de AkzoNobel d'aquesta divisió, al voltant de 2.000, serveixen com a matèria primera per a la fabricació de multitud de productes de la vida diària: des de desinfectants, detergents o plàstics, fins a paper o gelats.
Està al seu torn organitzada en quatre divisions:
- Químics funcionals: ús en l'agricultura, la construcció, l'alimentació i farmacèutic.
- Químics industrials: àcid monocloroacético i derivats i sal d'ús industrial.
- Químics per al paper: productes per a la producció i blanqueig de la polpa de paper.
- Químics de superfície: detergents, cosmètics i additius per a l'alimentació animal.

## Imatge de marca

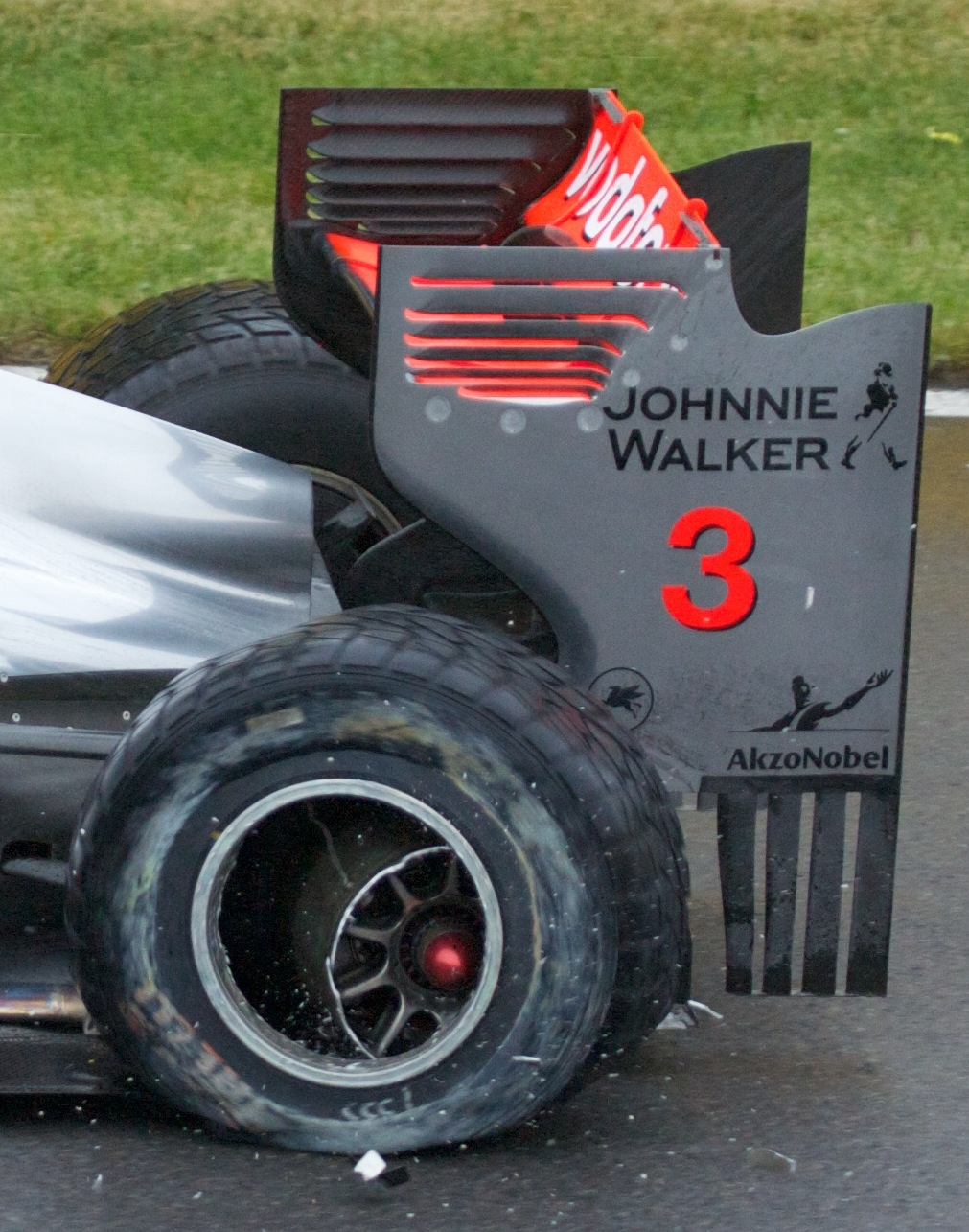
Part posterior del cotxe de Lewis Hamilton, on s'aprecia el logotip de la companyia en l'extrem inferior de l'aleró.

El logotip de AkzoNobel des de 2008, any en què va ser renovat, està inspirat en una escultura grega que data de l'any 450 aC. Malgrat que l'escultura va ser trobada a l'illa grega de Samos, actualment es mostra en el Ashmolean Museum, a Oxford, Regne Unit. L'escultura formava part de la decoració de la façana exterior d'un centre educatiu de l'Antiga Grècia. Com a curiositat, complia una doble funció: era un símbol estètic i artístic i d'altra banda complia una labor científica de mesurament. Conté tres diferents mesures usades en l'antiga Grècia: un braç, un colze i un peu atenès.
També des de 2008, la companyia té un acord de patrocini amb l'escuderia de Fórmula 1 McLaren-Mercedes, els pilots de la qual per 2012 són els anglesos Jenson Button i Lewis Hamilton. La marca Sikkens, pertanyent a la companyia, és el proveïdor oficial de la característica pintura platejata dels cotxes de l'escuderia, sobrenomenats les bales de plata. A més els cotxes llueixen el logotip de AkzoNobel en l'extrem de l'aleró posterior.

## ProjecteLet's Colour
En 2009 la companyia va arrencar el projecte Let's Colour, una iniciativa solidària, emmarcada en les diferents marques de pintura de la companyia. Consistent a pintar i donar pintura a zones necessitades, ja sigui perquè són zones socialment desfavorides o perquè s'hagi produït alguna catàstrofe natural o de qualsevol altra índole.
La primera actuació es va produir a Brasil, al barri de Bixiga de la ciutat de São Paulo, la més gran del país. Des de llavors s'han realitzat gairebé cent actuacions en 21 països diferents en quatre continents, donant en total més de 200.000 litres de pintura.
La pintura del projecte Let's Colour ha arribat a llocs tan diferents com el Marroc, Rússia, Turquia, Sud-àfrica, Canadà, Xina o Índia; encara que potser l'actuació més rellevant va ser al barri de Llepassa a Rio de Janeiro, Brasil. A Espanya, a través de la seva marca Bruguer, el projecte ha tingut dues actuacions: en Écija, província de Sevilla, després d'unes fortes inundacions i al centre penitenciari per a dones de Wad-Ras, a Barcelona.